# Renfe série 303
La série 303 est une série de locotracteurs de la Renfe.

## Origine

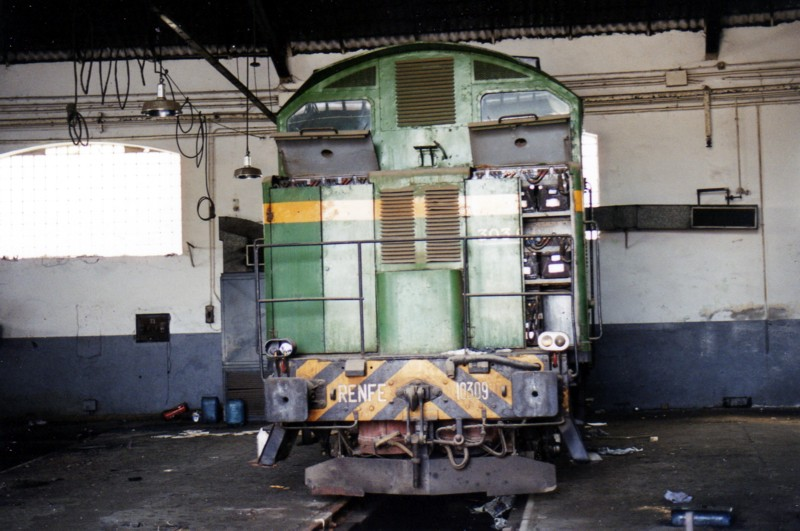
Le 10309 au dépôt de Madrid-Atocha (27/04/02).

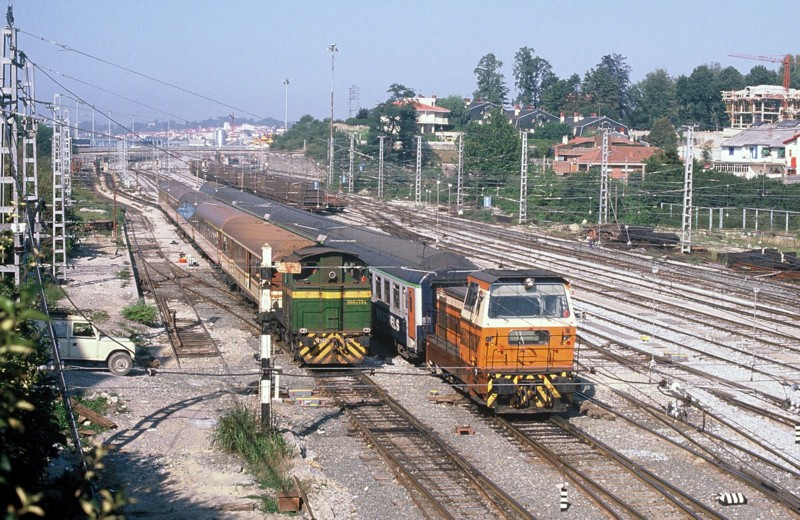
Querelle des anciens et des modernes à Irun-Plaïaundi : les 303-172-1 et 309-018-0 (27/07/88).

Au début des années 1950, la Renfe souhaite remplacer les locomotives à vapeur au service des manœuvres par des locotracteurs diesel, si possible de construction nationale. La seule expérience en la matière, menée par le MZA, n'a connu aucun développement en raison de la guerre civile et de la seconde guerre mondiale. À l'origine, deux modèles sont étudiés, avec une puissance de 450 ou de 350 chevaux. C'est finalement ce dernier qui est retenu. La construction d'une première série est confiée à la MTM et à Babcock & Wilcox. Mais la motorisation pose un problème, et il faut se résoudre à faire appel à l'étranger, en l'occurrence à la Suisse et à la société Sulzer, pour la fourniture de 16 moteurs diesel, la construction des quatre derniers étant partagée entre les deux firmes espagnoles. Les parties électriques seront fournies par OC Oerlikon, les générateurs et moteurs électriques par la Crompton Parkinson Ltd. de Chelmsford.

## Conception
Montés sur trois essieux reliés par bielles, les locotracteurs série 10300 sont de conception classique avec un grand capot abritant le moteur diesel, une cabine de conduite, et un petit capot abritant les accumulateurs. Le moteur est un six cylindres à quatre temps, d'une puissance continue de 350 chevaux à 870 tours par minute. Carters et bloc-cylindre sont en acier soudé. L'équipement électrique comprend un générateur principal (Crompton Parkinson CG 310 sur les 10301 à 10320, BBC GCE 808 sur les suivantes) autoventilé alimentant les deux moteurs de traction suspendus par le nez et un générateur auxiliaire Crompton Parkinson CAG 127 de 12 kW alimentant les accumulateurs et assurant le chauffage de la cabine.
Côté performances, ces locotracteurs peuvent enlever un train de 500 tonnes sur terrain plat, et effectuer des manœuvres à une vitesse allant jusqu'à 20 km/h. Ils peuvent remorquer un convoi de 400 tonnes en rampe de 10 pour mille à la vitesse de 15 km/h.
Au vu des bons résultats obtenus avec les 10301 à 10320, les constructeurs s'enhardissent. En juin 1957, ils négocient avec une commission mixte formée par le ministère des transports et la Renfe un contrat pour la fourniture de 110 machines supplémentaires au prix de 6 900 454 pesetas, plus 78320 francs suisses destinés à importer diverses pièces. La nouveauté réside dans l'arrivée de la firme Suisse Brown Boveri pour la fourniture des parties électriques. En 1959, un contrat est signé pour la fourniture en urgence d'un lot de cinquante unités, la Renfe fournissant 10 équipements complets, 20 équipements sans moteurs de traction, et 20 équipements électriques réduits via un financement Eurofima. Par la suite, la MTM et Babcock & Wilcox se retrouvent à la tête d'un important programme de construction qui va faire de la série 303 l'une des plus nombreuses d'Espagne. La MTM bénéficie de transferts de technologie, lui permettant de fabriquer sous licence les équipements électriques Brown Boveri et les moteurs diesel Sulzer. Cette expérience s'avèrera payante bien des années plus tard, avec la mise au point des 309 ou 311 pour la Renfe.
Detail des livraisons :
| N° Renfe      | N° UIC 1971           | Constructeur     | N° Usine  | Année | Notes |
| 10301 à 10302 | 303-001-2 à 303-002-0 | MTM              | 3 à 4     | 1953  |       |
| 10303 à 10307 | 303-003-8 à 303-007-9 | MTM              | 5 à 9     | 1954  |       |
| 10308 à 10310 | 303-008-7 à 303-010-3 | MTM              | 10 à 12   | 1955  |       |
| 10311 à 10316 | 303-011-1 à 303-016-0 | Babcock & Wilcox | 646 à 651 | 1954  |       |
| 10317 à 10320 | 303-017-8 à 303-020-2 | Babcock & Wilcox | 652 à 655 | 1955  |       |
| 10321         | 303-321-0             | MTM              | 26        | 1960  |       |
| 10322 à 10323 | 303-022-8 à 303-023-6 | MTM              | 27 à 28   | 1962  |       |
| 10324 à 10330 | 303-024-4 à 303-030-1 | MTM              | 29 à 35   | 1963  |       |
| 10331 à 10343 | 303-031-9 à 303-043-4 | MTM              | 46 à 58   | 1963  |       |
| 10344 à 10347 | 303-044-2 à 303-047-5 | Babcock & Wilcox | 768 à 771 | 1962  |       |
| 10348 à 10358 | 303-048-3 à 303-058-2 | Babcock & Wilcox | 772 à 782 | 1963  |       |
| 10359 à 10360 | 303-059-0 à 303-060-8 | Babcock & Wilcox | 783 à 784 | 1962  |       |
| 10361 à 10370 | 303-061-6 à 303-070-7 | Babcock & Wilcox | 785 à 794 | 1964  |       |
| 10371 à 10383 | 303-071-5 à 303-083-0 | MTM              | 66 à 78   | 1964  |       |
| 10384 à 10385 | 303-084-8 à 303-085-5 | MTM              | 79 à 80   | 1963  |       |
| 10386         | 303-086-3             | Babcock & Wilcox | 813       | 1962  |       |
| 10387 à 10400 | 303-087-1 à 303-100-2 | Babcock & Wilcox | 814 à 827 | 1963  |       |
| 11301 à 11311 | 303-101-0 à 303-111-9 | MTM              | 59 à 94   | 1963  |       |
| 11312 à 11350 | 303-112-7 à 303-150-7 | MTM              | 95 à 133  | 1964  |       |
| 11351 à 11376 | 303-151-5 à 303-176-2 | Babcock & Wilcox | 838 à 863 | 1964  |       |
| 11377 à 11400 | 303-177-0 à 303-200-0 | Babcock & Wilcox | 864 à 887 | 1965  |       |
| 12301 à 12302 | 303-201-8 à 303-202-6 | MTM              | 134 à 135 | 1966  |       |

## Service
Après avoir été essayés dans plusieurs gares des zones de Madrid et Barcelona, les 10301 à 10320 sont affectés aux dépôts de Madrid-Atocha, Barcelona-Termino, et Valence. Par la suite, la série est répartie sur toutes les régions du réseau, à l'exception de la 5e zone (celle de Barcelona). Chaque dépôt les répartit ensuite entre les différentes annexes tractions sous sa responsabilité. Les 10300 sont même affectés à un service voyageur international régulier avec le mixte Guillarey-Tui-Valença do Minho, seule série ayant un poids à l'essieu compatible avec le franchissement du pont international. Cet omnibus, généralement constitué d'une seule voiture voyageur à deux essieux série 7000 et de deux ou trois wagons de marchandises, circulera jusqu'à la fin des années 1980.
En 1985, toute la série est encore en service, à l'exception des 303-118 et 303-180 réformés les 5 avril 1980 et 30 avril 1974. L'arrivée des nouvelles séries 309, 310 et 311.1 va provoquer les premières radiations massives au sein du parc. Seules quelques unités, considérées comme "outillage" et ne figurant donc plus aux effectifs officiels, passent le cap de l'an 2000. On peut citer le 11311, qui effectue encore des manœuvres à l'atelier du matériel remorqué d'Aguilas en 2004.
Quelques-uns sont revendus à des entreprises de génie ferroviaire : c'est le cas du 10393, aujourd'hui propriété d'AZVI.